# 上梨谷
上梨谷（かみなしたに）とは、主に中世・近世に用いられた越中国礪波郡五箇山（現・富山県南砺市）内の地域区分の一つ。富山方言（五箇山方言）では「谷」が撥音化するため、地元では上梨谷（かみなしたん）と読まれる。
赤尾谷・下梨谷・小谷・利賀谷および上梨谷の「五つの谷（山）」から構成されることが、「五箇山」という名称の由来とされる。地理的には北流してきた庄川が東に流れを変える菅沼集落より東、遠洞渓谷までの庄川沿岸の諸集落で、旧平村の西部と旧上平村東部を合わせた地域に相当する。

## 概要

### 中世

近世期の五箇山地図。飛騨から北上する庄川が、高清水山地に阻まれてしばらく東流する一帯に位置する。

五箇山地域は平家の落人、南朝の落人の流入を経て集落が形成されたと考えられており、南北朝時代より最古の文字資料が現れ始める。上梨谷にある上梨白山宮は奈良時代の泰澄大師創建とされる五箇山で最も歴史ある神社であり、上梨白山宮の仏像後頭銘には「応永二年（1395年）」との記載がある。郷土史家の高桑敬親はこの神社で祀られる白山宮は新田義貞家臣の畑一族の氏神、八幡宮は宮司の高桑家の氏神、諏訪宮は後醍醐天皇の息子宗良親王の祭神とし、五箇山に逃れた南朝の落人が創建に携わったと推定する。そして、高桑はこれらの南朝の落人たちが、上梨の郷土芸能である筑子唄を創始したと論じている。また、上梨白山宮祭礼の「神楽舞」は、田向・皆葎・葎谷・小原・細島などの、「上梨谷」の集落にのみ伝承されている。
室町時代前半ころには、砺波郡平野部の井口氏を通じて「なしとか（梨谷と利賀谷）」すなわち五箇山地域から徴税されたとの記録があり、武士の支配する荘園制の末端に属していた。なお、「梨（谷）」という集落名はこれが初見であり、「均（なら）し谷」すなわち谷を均して形成した集落を意味する地名と考えられている。そして、庄川渓谷の河岸段丘を「均して」形成された集落のうち、上流方面が上梨谷、下流方面が下梨谷と呼ばれるようになった。
しかし、室町時代後半には浄土真宗の教えが急速に広まり、戦国時代には武家領主の支配が及ばない、一向一揆の支配する地域に五箇山は属することとなった。この頃作成された上梨白山宮の棟札には「文亀二年（1502年）」「越中国利波郡坂本保内上梨村」等の記載があるが、これは五箇山内の地名（上梨）を記した最初の文字史料である。また、棟札に記される願主の「高桑新兵衛入道道永」「高桑五郎次郎弘次」「高桑藤五郎」らは在地有力者でかつ本願寺門徒と考えられ、武家領主ではなく本願寺門徒が神社も含む共同体を管理していたことが分かる。奥田直文は「五箇山」という名称が一向一揆による支配の確立と同時に現れることに注目し、「それ以前の旧荘園に規定された地域単位とは別の原理で成り立つ、新しい地域結集単位」であったことを指摘している。
永正9年（1512年）3月28日付け本願寺実如下付本尊には「本覚寺門徒越中国利波郡上梨内小原村」との記載があり、この頃既に「上梨谷」という地域単位が成立していたようである。天文21年（1552年）10月27日付五箇山十日講起請文には赤尾谷・上梨谷・下梨谷・小谷・利賀谷ごとに有力者の署名があり、これによって、戦国期の五箇山は既に中世的な領主が存在せず村の自治を達成していること、旧国衙領たる「保」の単位でなく五つの谷ごとに村落連合を形成していることが分かる。下梨谷に関しては、本文書中に小原・上なし（上梨）・田向・井谷（猪谷）・たかさハれ（高草嶺）・細嶋・かいもくら（皆葎）といった現在に繋がる集落名が既に見える。

### 近世

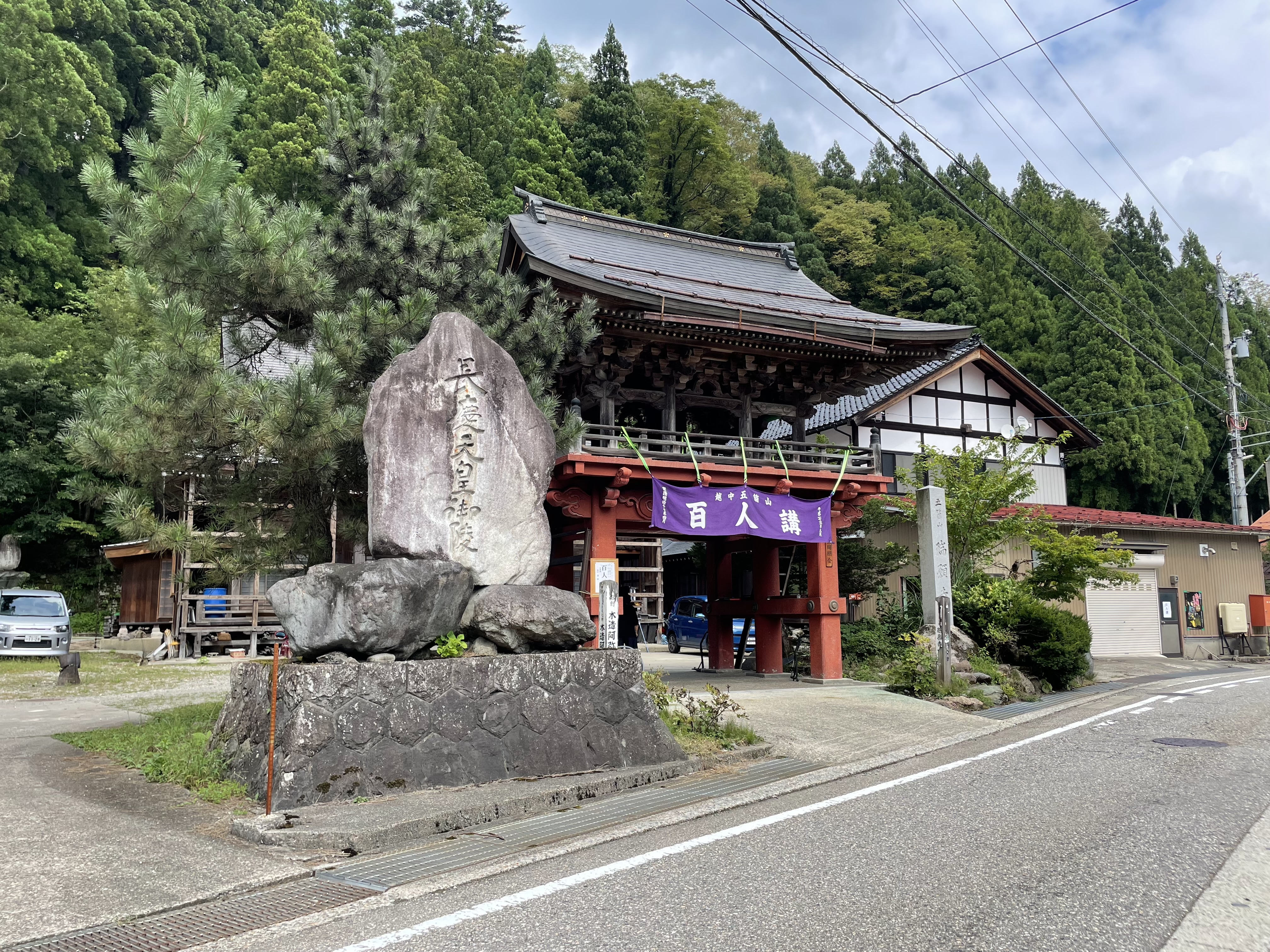
下梨集落の瑞願寺。下梨村の市助は瑞願寺の僧であった。

戦国時代を通じて五箇山は一向一揆の支配下にあったが、天正13年（1585年）の佐々成政による制圧を経て、前田家（加賀藩）の統治下に入った。加賀藩は当初、下梨村の市助を代官として五箇山を支配する体制を取ったが、その下には中世の「五つの谷」に由来する「与頭（くみがしら）」もしくは「与合頭（くみあいがしら）」と呼ばれる代表者が置かれていた。例えば元和5年（1619年）・寛永7年（1630年）の史料には利賀・小谷・下梨谷・上梨谷・赤尾谷の五組が記録されており、寛永元年（1661年）の文書では市助と皆葎村太郎左衛門（上梨谷）・新屋村太郎右衛門（赤尾谷）・見座村市右衛門（下梨谷）・入谷村甚助（小谷）・細島村源太郎（利賀谷）ら与合頭5名が連名で署名している。
しかし、市助と与頭による支配体制は比較的早い段階で廃止され、五箇山では東西二つの十村組（後に「利賀谷組」「赤尾谷組」という名称で固定する）に分かれ支配される体制が確立した。西半の「赤尾谷組」はかつての赤尾谷・上梨谷・下梨谷に含まれる集落が、東半の「利賀谷組」には小谷・ 利賀谷に含まれる集落が、それぞれ属していた。これ以後、「五つの谷」ごとの区分は住民間の活動の中には残されたものの、加賀藩の行政機構上では地位を失い、公文書などで言及されることはなくなった。一連の支配体制の変化は「五つの谷」ごとの自治性の強い五箇山のあり方が、加賀藩が統制を強める中で近世的村落に移行する過程でもあった。
また、江戸時代の五箇山は流刑地とされていたことでも著名であるが、上梨谷では小原・猪谷・田向の庄川右岸集落が流刑人の配流村として定められていた。「お小夜節」を伝えたことで著名なお小夜は小原に流された遊女であり、田向の流刑小屋は市の指定文化財に認定されている。

### 近現代

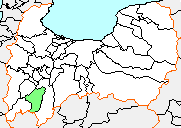
富山県内の平村の位置図。

明治維新を経て町村制が施行されると、従来の「五つの谷」や「五箇山両組」とも異なる、上平村・平村・利賀村の「五箇三村」が成立した。これは、江戸時代の「城端手寄の村」と「井波手寄の村」という商圏上の区画に基づいてまず「下梨村外四十三ヶ村」と「下原村外二十五ヶ村」に分けられ、前者が更に二分割されて上平村・平村となり、後者が利賀村が形成されたものであった。
こうして成立した平村には小谷の南半・下梨谷・上梨谷の東半が属することとなったが、この三地域にはそれぞれ方言・文化の差があると認識されていた。方言に関しては、五箇山出身の歴史家である高桑敬親が上梨から上平方面の方言を「粗にして急」、小谷から利賀方面の方言を「粘にして麗」と評した上で、下梨谷は両者の中間の特徴を持つと指摘している。
一方、上梨谷の西半は赤尾谷全域とともに上平村に属したが、上平地域の役場（現在の上平市民センター）は上梨谷に属する細島集落に置かれている。上平村には赤尾谷の全域と上梨谷の中西部が含まれるが、村内で最も人口が多く規模が大きいのは赤尾谷の西赤尾町集落であるのに対し、行政の中心は上梨谷の細嶋に位置するという特徴がある。
上述したように、上梨白山宮を中心とする上梨谷には他の五箇山地域にはない「筑子唄（こきりこ節）」「神楽舞」といった伝統芸能が存在する。そのため、現在の平地域では、旧下梨谷地域の諸集落で形成される越中五箇山麦屋節保存会、旧小谷地域の諸集落で形成される小谷麦屋節保存会とは別に、上梨には越中五箇山筑子唄保存会という民謡団体が設立されている。

## 上梨谷の集落一覧
| 集落名 | 旧表記     | 市町村 | 寺院     | 神社         |
| ------ | ---------- | ------ | -------- | ------------ |
| 細島   | 細嶋       | 上平村 | 細島道場 | 細島熊野社   |
| 葎島   | -          | 上平村 | 葎島道場 | 素戔嗚男社   |
| 小原   | -          | 上平村 | 小原道場 | 乙劍社       |
| 猪谷   | 井谷       | 上平村 | 猪谷道場 | 猪谷熊野社   |
| 皆葎   | かいもくら | 上平村 | 皆蓮寺   | 皆葎住吉神社 |
| 上梨   | -          | 平村   | 円浄寺   | 上梨白山宮   |
| 田向   | -          | 平村   | 光明寺   | 田向住吉社   |

上記諸集落の内、上梨・田向集落のみ旧平村に属し、残りは全て旧上平村に属する。平村と上平村は、上梨・田向と皆葎・猪谷の中間に位置する湯谷を境界としていた。

## 天文21年十日講起請文の上梨谷署名者
| 署名                       | 瑞願寺注記                 | 近世の道場                         | 対応する現代の寺院         |
| -------------------------- | -------------------------- | ---------------------------------- | -------------------------- |
| 右京亮弘安 （花押）        |                            |                                    | 皆葎集落の有力者か         |
| 小原藤左衛門尉（花押）     |                            |                                    | 小原集落の有力者か         |
| 孫八郎 （花押）            |                            |                                    | 詳細不明                   |
| 上なしの五郎衛門尉（花押） | 当時上梨道場市兵衛先祖     | 小松本覚寺道場 上梨村 市兵衛       | 上梨集落の円浄寺           |
| 田向七郎左衛門尉（花押）   | 当時田向七郎左衛門先祖     |                                    | 田向集落の有力者か         |
| 同 掃部（略押）            | 当時田向道場庄次郎先祖     | 坂上西勝寺道場 田向村 庄次郎       | 田向集落の光明寺           |
| 同 八郎三郎（略押）        |                            |                                    | 田向集落の有力者か         |
| 井谷平次郎（略押）         |                            | 城端善徳寺道場 猪谷村 弥兵衛       | 猪谷集落の念仏道場か       |
| たかさハれ衛門（略押）     |                            | 祖谷本敬寺道楊 猪谷村 七郎右衛門   | 猪谷高草嶺集落の念仏道場か |
| 小原道珍（略押）           |                            | 鳥羽野万法寺道場 小原村 七郎右衛門 | 小原集落の念仏道場か       |
| お屋衛門大郎（略押）       | 当時かいもくら市左衛門先祖 | 小松本覚寺道場 皆葎村 市左衛門     | 皆葎集落の皆蓮寺           |
| 東さこ次郎（略押）         |                            |                                    | 詳細不明                   |
| 細嶋衛門大郎（略押）       |                            |                                    | 細島集落の生田家先祖か     |
| 同 八郎衛門（略押）        |                            | 万法寺道場 細島村 次郎右衛門       | 細島集落の念仏道場か       |
| かいもくら八郎次郎（略押） |                            |                                    | 皆葎集落の有力者か         |
| 同 大郎三郎（略押）        |                            |                                    | 皆葎集落の有力者か         |